# Relaciones España-Etiopía
Las relaciones España-Etiopía son las relaciones internacionales entre estos dos países.

## Relaciones diplomáticas
A lo largo de los últimos años las relaciones diplomáticas con Etiopía han ido mejorando de manera continuada. En marzo de 2004, el Viceministro AAEE visitó Madrid y firmó el MOU de cooperación entre ambos Ministerios. Etiopía obtuvo la consideración como País prioritario en el Plan África adoptado por el Consejo de Ministros en mayo de 2006. Desde entonces, las relaciones políticas entre ambos países se han ido consolidando con un intercambio regular de visitas de alto nivel.
La celebración de la Cumbre de la Unión Africana a finales de enero de cada año en Addis Abeba proporciona el marco para que las visitas de alto nivel españolas cuenten siempre con una importante agenda bilateral. Este año 2015 se pudo contar con la visita de S.M. el Rey Felipe VI, en una muestra de la importancia que África, en general, y Etiopía, en particular, tiene para España. S.M. el Rey, muy querido por las autoridades etíopes, quiso agradecer con su visita el apoyo brindado por el apoyo de un gran número de países africanos a la candidatura española al Consejo de Seguridad de Naciones Unidas para el bienio 2015-16.

## Relaciones económicas
Las relaciones económicas bilaterales no reflejan aún la potencialidad de ambos países, si bien los datos más recientes arrojan buenas perspectivas -en el último ejercicio se han multiplicado un 150%-. Un hito importante en 2014 ha sido el constituido por la entrada en funcionamiento del vuelo directo Madrid-Addis Abeba, operado por la compañía de bandera etíope Ethiopian Airlines.
Etiopía es uno de los países africanos de mayor crecimiento anual a lo largo de los últimos años. Las cifras de crecimiento económico de dos dígitos logradas en los últimos años han provocado un interés comercial creciente de España, tal y como demuestran las visitas cada vez más frecuentes de empresarios españoles al país. La organización de visitas comerciales en ambos sentidos también va en aumento, con el fin de que nuestros empresarios se conozcan mejor.

## Cooperación
Etiopía, el segundo país más poblado del continente africano (94,1 millones de habitantes, en 2013 ), está catalogado por el Comité de Ayuda al Desarrollo (CAD) como País Menos Adelantado (PMA), y ocupa el puesto 173 en el Índice de Desarrollo Humano 2014 (de un total de 187 países, según datos 2013). El país posee un PIB de 1.342 USD PPP por habitante (2011) y su población tiene una esperanza de vida de 63,6 años . Etiopía recibe un gran volumen de AOD, si bien la tendencia es decreciente: mientras que en 2010 representó el 11,9% de su PNB (3.525 M$), en 2012 supuso aproximadamente el 7,6% (3.261 M$)4.
El principal marco estratégico elaborado por el Gobierno etíope para afrontar los retos del país es el Plan de Crecimiento y Transformación (GTP-Growth and Transformation Plan), aprobado en el 2010, que tiene como principal objetivo el hacer posible salir de la pobreza a la población etíope, de forma equitativa y sostenida, y alcanzar o superar los ODM
Etiopía fue incluido en el Plan Director de la Cooperación Española 2009-2012 con carácter prioritario como País de Asociación Amplia (categoría A), y como tal se mantiene en el IV Plan Director (2013-2016). 
El Convenio Básico de Cooperación entre España y Etiopía, se firmó en Addis Abeba el 30 de enero de 2007, con ocasión de la vista de la SECI al país. Dentro de este marco de referencia, el 30 de enero de 2008 se firmó la I Comisión Mixta España-Etiopía. 

## Misiones diplomáticas residentes
- España tiene una embajada en Adís Abeba.[3]
- Etiopía no tiene embajada en España, pero su embajada en París está también acreditada para este país.[4]